# Proteinreinigung
Proteinreinigung (auch Proteinaufreinigung) bezeichnet den Vorgang, aus einem komplexen biologischen Gemisch oder einer Lösung, die mehrere Biomoleküle enthält, eines oder mehrere Proteine anzureichern und zu reinigen. Diese Anreicherung kann in mehreren, aufeinanderfolgenden Reinigungsschritten unter Anwendung unterschiedlicher Reinigungsmethoden verlaufen, deren Effektivität (die sinnvolle Aufeinanderfolge) und deren Effizienz (der Reinigungsgrad) mit analytischen Methoden verfolgt und quantifiziert wird. Meistens werden die Proteine per Überexpression mit einem Expressionsvektor erzeugt.

## Eigenschaften der Proteine
Proteine sind meist zwitterionische Biopolymere aus Aminosäuren mit einer molaren Masse zwischen einem und 350 Kilodalton (Proteinkomplexe nicht eingerechnet), wobei die meisten Proteine um die 20 bis 70 Kilodalton liegen. Aufgrund der Proteinfaltung nehmen sie weniger Volumen ein als Nukleinsäuren oder Polysaccharide. Auch können sekretorische Proteine durch Disulfidbrücken intramolekular quervernetzt sein.
Durch die Peptidbindung absorbieren Proteine ultraviolettes Licht bei einer Wellenlänge von etwa 205 nm (190 nm bis 230 nm), daneben absorbieren auch Phenylalanin, Tyrosin und Tryptophan UV-Licht bei Wellenlängen von 280 nm bis 288 nm. Diese Absorption kann zur photometrischen Quantifizierung und zur Bestimmung der Reinigungsfaktoren verwendet werden. Im Gegensatz zu Kohlenhydraten und Nukleinsäuren kommen durch die verschiedenen enthaltenen Aminosäuren manche Strukturmotive nur bei Proteinen vor, z. B. Sulfhydryl-enthaltende Cysteine. Diese können für eine selektive Molekülmarkierung verwendet werden.

## Zellaufschluss
Da aufzureinigende Proteine, meistens rekombinante Proteine, nach einem Zellaufschluss durch Inaktivierung, Denaturierung oder Proteolyse gefährdet sind, wird eine Proteinreinigung oftmals zügig bei 4 °C  durchgeführt. Wenn die biologische Aktivität des gesuchten Proteins erhalten bleiben soll, werden Pufferlösungen mit physiologischem pH-Wert (meist sein pK-Wert ± 1) und isotonischer Ionenstärke (meist 50–100 mM) verwendet. Als Puffer werden oftmals Good-Puffer oder TBS-Puffer verwendet. Je nach folgender Verwendung werden unterschiedliche Mengen an Protein benötigt (bis zu 100 mg bei einer Röntgenkristallstrukturanalyse). Bei größeren benötigten Mengen kann eine rekombinante Überexpression durchgeführt werden.

### Zellfraktionierung
Gelegentlich erfolgt bei eukaryotischen Zellen nach dem Zellaufschluss und vor einer Proteinreinigung eine Zellfraktionierung durch differentielle Zentrifugation, um zytosolische Bestandteile und Zellkompartimente wie Zellkerne, Mitochondrien und Mikrosomen voneinander zu trennen.

### Zusätze
Oftmals wird ein Zellaufschluss und eine Proteinreinigung in Anwesenheit von Proteaseinhibitoren durchgeführt. Einige Proteaseinhibitoren werden nur verwendet, sofern die Funktion des aufzureinigenden Proteins nicht gemindert wird oder ein Erhalt dessen Funktion unerheblich ist, da manche das Protein über eine kovalente Bindung dauerhaft modifizieren können. Sofern keine zweiwertigen Kationen wie Ca2+ oder Mg2+ als Cofaktoren für die biologische Aktivität notwendig sind oder eine biologische Aktivität nicht erforderlich ist, werden Chelatoren wie EDTA oder EGTA verwendet, wodurch im Lysat enthaltene Metalloproteasen gehemmt werden. Zur Vermeidung einer unerwünschten Ausbildung von Disulfidbrücken werden oftmals milde Reduktionsmittel zugesetzt, darunter Sulfhydryle wie Mercaptoethanol, Dithiothreitol oder Dithioerythritol sowie Phosphane wie Tris(2-carboxyethyl)phosphin, sofern keine Disulfidbrücken für die biologische Aktivität notwendig sind oder eine biologische Aktivität nicht erforderlich ist. Zum Abbau von Nukleinsäuren wird gelegentlich die Nuklease A (Serratia marcescens) oder Benzonase verwendet, wodurch nebenbei die Viskosität des Lysats sinkt. Bei hydrophoben Proteinen wie Membranproteine kann die Verwendung von Detergenzien notwendig sein. Detergenzien lassen sich oftmals schlecht entfernen und stören chromatographische Trennverfahren, weshalb sie meist in Konzentrationen unterhalb ihrer CMC eingesetzt werden, um keine zweite Phase einzuführen. Proteinlösungen mit physiologischem pH-Wert sind anfällig für Bakterien- oder Pilzwachstum, weshalb für eine längerfristige Lagerung im flüssigen Zustand Biozide wie 0,1 mM Natriumazid, 0,005 % Merthiolat oder Ethanol zugesetzt werden. Natriumazid ist sehr giftig, inaktiviert Peroxidasen wie die Meerrettichperoxidase zur Immunfärbung, reagiert mit eventuell notwendigen zweiwertigen Cofaktoren und bildet mit Metallionen in trockenem Zustand explosive Metallazide.

## Trennprinzipien
Um Proteine zu trennen, nutzt man ihre durch die Sequenz und spezifische Struktur bedingten unterschiedlichen Merkmale aus. Meistens werden mehrere Methoden nacheinander durchgeführt, die Auswahl der Methode richtet sich dabei nach den Eigenschaften des Proteins, den jeweiligen Methoden-abhängigen störenden Begleitsubstanzen für anschließende Verfahren und einer eventuell einhergehenden Denaturierung. Höhere Reinigungsgrade (bzw. Reinigungsfaktoren) eines Verfahrens ermöglichen eine geringere Anzahl an Reinigungsschritten, z. B. bei der Tandem Affinity Purification.

### Isoelektrischer Punkt
Bei der Ionenaustauschchromatographie und der isoelektrischen Fokussierung erfolgt die Trennung anhand unterschiedlicher isoelektrischer Punkte.

### Molekülmasse
Bei der SDS-PAGE die Molekülmasse und posttranslationale Modifikationen, bei der Größenausschlusschromatographie und bei der Zentrifugation die Molekülmasse und Konformation.

### Dichte
Die isopyknische Zentrifugation separiert anhand der Dichte.

### Polarität
Die hydrophobe, die Umkehrphasen- und die polare Chromatographie trennen nach der Polarität der verschiedenen exponierten polaren Aminosäuren und posttranslationalen Modifikationen.

### Affinität
Die Affinitätschromatographie nutzt die Unterschiede in der Affinität zu einem selektiven Liganden bzw. in den jeweiligen Dissoziationskonstanten.

### Löslichkeit
Die Fällung mit kosmotropen Salzen aus der Hofmeister-Reihe, wasserlöslichen organischen Lösungsmitteln oder Temperatur beruht auf den veränderten Löslichkeiten. Die Extraktion mit einem Extraktionsmittel (meistens eine andere Phase) oder Polyethylenglykol basieren auf der Polarität und den unterschiedlichen Löslichkeiten in einem Lösungsmittel oder Detergens, wie z. B. Mischungen von Phenol, Chloroform und Isoamylalkohol (mit oder ohne Chaotrope wie Guanidiniumthiocyanat) oder die Phasentrennung von einprozentigen (m / V) Lösungen von Triton X-114 bei 4 °C.

## Trennverfahren

### Chromatographie
- Ionenaustauschchromatographie (IEX)
- Größenausschlusschromatographie (SEC)
- Affinitätschromatographie
- Polare Chromatographie
- Hydrophobe Interaktionschromatographie (HIC) und Umkehrphasen-Chromatographie (RPC)

### Elektrophorese
- SDS-PAGE
- BAC-PAGE
- CTAB-PAGE
- Nativ-PAGE

### Extraktion & Fällung
- Serielle Extraktionen, z. B. DNA-Extraktion, RNA-Extraktion
- Serielle Fällungen, z. B. Ammoniumsulfat-Fällung, PEG-Fällung, TCA-Fällung, Ethanolfällung, Hitzefällung

### Filtration
- Dialyse
- Tangential-Flow-Filtration
- Mikrofiltration

### Sedimentation
- Zentrifugation
- Pulldown-Assays
- MACS, bead assays und Immunopräzipitation mit Hilfe von Antikörpern

### Evaporation
- Lyophilisation

## Nachweisverfahren
Nach den einzelnen Etappen einer Proteinreinigung erfolgt eine Proteincharakterisierung und Quantifizierung der aufgereinigten Proteine. Die Effizienz der gesamten Reinigung wird durch die Bilanz bestimmt, wobei ein Reinigungsgrad (als Kehrwert des Massenanteils) aus der Proteinmasse, oder – bei Enzymen – auch ein Reinigungsgrad aus den Enzymaktivitäten bestimmt werden kann, z. B. der Quotient aus der Gesamtmasse an aufgereinigtem Protein und der Ausgangsmasse des betrachteten Proteins im Ausgangsmaterial oder der analog gebildete Quotient mit den Aktivitäten.